# Šušanj
Šušanj (en serbe cyrillique : Шушањ) est un village du sud du Monténégro, dans la municipalité de Bar.

## Démographie

### Évolution historique de la population
| 1948 | 1953 | 1961 | 1971  | 1981  | 1991  | 2003  |
| ---- | ---- | ---- | ----- | ----- | ----- | ----- |
| 307  | 340  | 580  | 1 328 | 2 520 | 1 266 | 2 212 |